# Xenocalamus mechowii
Xenocalamus mechowii – gatunek jadowitego węża z podrodziny aparalakt (Aparallactinae) w rodzinie gleboryjcowatych (Atractaspididae).
Obecnie wyróżnia się następujące podgatunki należące do tego gatunku:
- Xenocalamus mechowii inornatus Witte & Laurent, 1947
- Xenocalamus mechowii mechowi Peters, 1881

Najdłuższa zanotowana samica mierzyła 80 centymetrów, samiec zaś 58 centymetrów. Grzbietowa część ciała jest barwy purpurowo-brązowej do cytrynowożółtej z dwoma nieregularnymi rzędami ciemnych plam, brzuch w kolorze białym do brudnożółtego. Żyją na terenach piaszczystych, ryjąc głęboko w piasku.
Samica w lecie składa do 4 dużych jaj.
Występuje w południowej połowie Afryki – w Angoli, Demokratycznej Republice Konga, Kongu, Namibii, Botswanie, Zambii oraz Zimbabwe.